# Margherita di Savoia
Margherita di Savoia är en ort och kommun i provinsen Barletta-Andria-Trani i regionen Apulien i Italien. Kommunen hade 11 771 invånare (2017).
Staden ändrade namn 1879 från Saline di Barletta till det nuvarande för att ära den italienska drottningen Margherita di Savoia.[källa behövs]